# Bluesman
『Bluesman』（ブルーズマン）は、日本の音楽ユニットB'zのギタリストである松本孝弘の12作目のオリジナル・アルバム。2020年9月2日発売。

## 概要
松本単独では『enigma』以来、約4年ぶりとなるオリジナル・アルバム。アイスショー『氷艶 hyoen 2019 -月光かりの如く-』のテーマ曲として先行公開されていた「月光かりの如く」、氷室京介が作詞とボーカルで参加した「Actually」を含む全13曲を収録。
2020年8月29日、B'z Official YouTube Channelにて松本自身が本作についてトークする特別番組『Tak Matsumoto “Bluesman” YouTube Live』が生配信された。
『Bluesman』というコンセプトについては、制作の後半になってから出てきたワードとのこと。ある程度の楽曲が出そろった制作の後半に、そういえば自分は「ジャパニーズ・ブルーズマン」になりたいという目標がずっとあったなと思い始め、『Bluesman』というタイトルにするのが自分らしくていいと思ったとの振り返っている。一方で本作にはブルースだけでない幅広いジャンルの楽曲も収録しており、それについてインタビュアーから指摘された際に松本は、「月光かりの如く」や「花火」とか日本的な曲も自分の中ではブルーズだと答えている。またインタビュアーから「音楽のスタイルとしてのブルーズというよりも、精神的な意味でのブルーズという事でしょうか」と問われた際は、そう言えるかもと認めた上で「例えば『ロックンロール』っていうのは、自分にとってカッコいいものの象徴であったりするんですよね。でも『ブルーズ』となると、それはもう少し内面的なものなんですよ。自分の中での心の動きというか、もっとメンタル面を表している」と回答している。
第35回日本ゴールドディスク大賞にてインストゥルメンタル・アルバム・オブ・ザ・イヤーを受賞。

## リリース形態
通常盤
CDのみの形態。
初回生産限定盤
CD＋DVD＋オリジナルTシャツ&ギターピックの形態。DVDには「Waltz in Blue」のMUSIC VIDEOが収録されている。
アナログレコード
LP2枚組。

## 収録曲
1. BOOGIE WOOGIE AZB 10 (3:38)
  - タイトルは「ブギウギ・エーズィービー・テン」と読む。「AZB 10」とは麻布十番を意味している[10]。
  - 本作の1曲目を飾っているが制作の段階で1曲目のようなつもりだったという[11]。
2. Actually (4:00)
  - 本作で唯一ボーカル・パートがある楽曲。作詞とボーカルに氷室京介が参加している[注 1][5][6]。
  - 松本と氷室は以前から親交があり、本作リリースの3年前から氷室に「松本君のアルバムで歌うよ」と声をかけてもらっていた。そして今回のアルバム制作の際に、松本が氷室にオファーを出したところ快諾してくれた。松本からは「ブルージーなものをやりたい」というコンセプトは伝えており、氷室からは楽曲についてのリクエストは特に出されず「先ずは松本君の書いた曲を聴かせて」と要求を出した。松本はボーカリストが歌いにくいものを歌ってもらう訳にもいかないという事で、NGが出れば書き直そうと思っていたが、1曲目のデモ曲でOKをもらったという。後日氷室の仮ボーカルが収録されたバージョンを聴いた松本は、鳥肌が立ったと振り返っている[12]。
3. Here Comes the Taxman (5:28)
4. Be Funky ! (3:22)
  - 本作制作過程の4曲目に制作された楽曲。最初はカッティングのリフから創り始めたが、ヴァースのメロディを一度作ったものから全部変えたりなど、試行錯誤があったという[12]。ホーンセクションはYukihide "YT" Takiyamaのアレンジであり、最初は無かったが後から追加された。松本は、「YTが頑張ってくれて、すごく良い音を入れてくれましたね」と評価している[12]。
5. Rainy Monday Blues 〜 茨の道 (4:20)
6. 月光かりの如く (7:36)
  - 2019年7月に開催されたアイスショー『氷艶 hyoen 2019 -月光かりの如く-』のテーマ曲として書き下ろされた楽曲。
7. 漣 <sazanami> (3:03)
  - ギターとストリングスのみで構成された楽曲であり、最初からこのような構成で制作していった[11]。
  - イントロとアウトロには波の音を使用している。
  - 松本によると、本楽曲と次曲「Waltz in Blue」は2つで1つというイメージとのこと[13]。
  - 2022年に行われたツアー『B'z LIVE-GYM 2022 -Highway X-』で演奏された[14][15]。
8. Waltz in Blue (6:28)
  - ワルツの三拍子のリズムが取り入れられた楽曲。松本は、このようなリズムの曲があるとアルバムの中でのメリハリにつながるのではないかと語っている[11]。
  - MVが制作されている。
  - 2022年には松本自身が監修し本曲のタイトルが使用されたシングルモルトウイスキー7年、「Waltz in Blue 青の円舞曲」が発売された[16]。
9. 花火 (5:30)
10. Asian root (1:21)
  - メロディの奥でなっているリフのフレーズから制作された[12]。
  - 楽曲テーマについて松本は、近年のアジアの国際関係が悪化している情勢に触れ、「せっかくだから、ルートはひとつになればいいのにね」「国民性とか色々な違いはあれど、同じアジアなんだからひとつのルーツにまとまったらいいなあ」という思いを込めている[12]。
11. Good News (3:38)
  - 頭のリフから創られた楽曲。松本はこの曲のアレンジについて、「けっこうアップ・テンポでキャッチーな曲だから大賀君にアレンジをしてもらおう」と思いつきアレンジャーとして指名した[12]。
12. Arby Garden (3:18)
  - タイトルの「Arby」は『アビイ・ロード』が由来ではなく、実際に存在する地名であり、その場所にある庭というイメージからつけられた[17]。
  - 先にコード進行が創られ、それに合わせてメロディを乗せるという流れで制作された[12]。
  - 曲創りの段階で、アレンジャーの寺地とビートルズっぽいのをやろうとのことで制作が進められた[17]。寺地によって「ビートルズっぽい」アレンジしてもらったところ、ドラムを担当したブライアンがそのデモを聴いた後にすぐに意図をくみ取り、「これはちょっとリンゴ・スターみたいなビートにしよう[17]」と言ってくれたという[12]。
13. Lovely (4:08)

## タイアップ
- アイスショー『氷艶 hyoen 2019 -月光かりの如く-』テーマ曲(#6)

## 参加ミュージシャン
- 松本孝弘：ギター、全曲作曲・編曲
- 氷室京介：ボーカル(#2)、作詞(#2)
- 松井五郎：作詞(#2)
- 寺地秀行：編曲(#1.6-10.12)
- Yukihide "YT" Takiyama：編曲(#1-5.13)、プログラミング(#6)、バックグラウンドボーカル(#2)
- 大賀好修（from Sensation）：編曲(#11)
- ブリタニー・マッカレッロ：ドラム(#1.4)
- シェーン・ガラース：ドラム(#2.5.11)
- ブライアン・ティッシー：ドラム(#3.12)
- 玉田豊夢：ドラム(#6.8.9.13)
- スティーブ・ビルマン：ベース(#1.3-5.12)
- トラヴィス・カールトン：ベース(#2.11)
- 種子田健：ベース(#6.8.9.13)
- ジェフ・バブコ：オルガン(#1.4.11)、ウーリッツァー(#2.3)、ホンキートンクピアノ(#3)、シンセサイザー(#11)
- 小野塚晃：ローズ(#5.13)、オルガン(#5.8.13)、ピアノ(#6.8.9)
- グレッグ・ベイル：テナー＆バリトンサクソフォーン(#1.2)、サクソフォーン(#13)
- アンディ・ウルフ：アルト＆バリトンサクソフォーン(#4)
- アンドリュー・カーニー：トランペット(#1.2)
- 上石統：トランペット(#4)
- 東條あづさ：トロンボーン(#4)
- 高桑英世：篠笛(#6)
- 斉藤ノヴ：パーカッション(#2.4.10.13)
- MIKA HASHIMOTO with Lime Ladies Orchestra：ストリングス(#3.6-9.12)
- チェン・ミン：二胡(#6)